# Parche de Graham
El Parche de Graham  es una técnica quirúrgica utilizada en cirugía general abdominal para la reparación de perforaciones en vísceras huecas.  Su principal uso es en la reparación de úlceras gástricas y duodenales perforadas.

## Historia
En 1929 Cellan-Jones publicó un artículo llamado “Un rápido método en el tratamiento de las ulceras pépticas perforadas”. En ese momento el tratamiento se basaba en la escisión de bordes friables si está indicado, aplicación de suturas en bolsa y en la parte superior un injerto de epiplón; sin embargo un problema encontrado fue la estrechez del duodeno. Para evitar esta complicación se sugirió una omentoplastía sin cierre primario del defecto.
Su técnica consistió en colocar 4-6 suturas, seleccionar una larga hebra omental pasando una sutura fina a través de él, luego el extremo  de la hebra omental se ancla a la región de la perforación y finalmente las suturas se atan. No fue sino hasta 1937 que el Cirujano Canadiense Roscoe Reid Graham formado en la Universidad de Toronto, publicó sus resultados con un injerto libre de epiplón.

## Técnica Quirúrgica
Esta consiste en colocar 3 suturas con un fragmento de epiplón libre establecido sobre estas suturas que luego se atan. No se intenta cerrar realmente la perforación. El injerto de epiplón proporciona el estímulo para la formación de fibrina. Su enfoque ha sido el Gold Standard hasta el momento.

## Complicaciones de la cirugía[5][6][7]
- Neumonía
- Infección en la herida
- Infección del tracto urinario
- Fuga en la sutura
- Sangrado
- Perforación
- Obstrucción
- Formación de absceso